# فرودگاه صحرایی اسلیپ
فرودگاه صحرایی اسلیپ (به انگلیسی: Sleap Airfield) یک فرودگاه خصوصی است که یک باند فرود آسفالت دارد و طول باند آن ۷۹۹ متر است. این فرودگاه در کشور انگلستان قرار دارد و در ارتفاع ۸۴ متری از سطح دریا واقع شده است.